# 早坂あずき
早坂 あずき（はやさか あずき、1991年12月25日 - ）は、日本の元AV女優。シリアルプロモーション所属。
出身地:神奈川県。血液型:O型。身長:167cm。スリーサイズ:B86(D-65)・W60・H88cm。

## 略歴・人物
2010年9月にワープエンタテインメント専属女優としてデビューしたロリ系AV女優である。デビューに先行して同年8月6日から7日にかけてデビュー作本編すべてが無料視聴可能とするキャンペーンが行われた。
2010年10月31日にはニコニコ生放送（ニコニコ動画）に出演した。
2011年3月に引退。

## 出演作品

### アダルトDVD
2010年
- 照れてるオマ●コ （9月5日、ワープエンタテインメント） ※デビュー作
- おっきいのも好きかも♥ （10月5日、ワープエンタテインメント）
- くちびる （11月5日、ワープエンタテインメント）
- 桃色のお尻 （12月5日、ワープエンタテインメント）

2011年
- ナニされても絶対コッチ見てなきゃダメ!! （1月5日、ワープエンタテインメント）
- こってりした中出し （3月5日、ワープエンタテインメント） ※引退作
- 卑猥な黒髪 4時間 （7月15日、ワープエンタテインメント） ※総集編

### WEB
- 新人!「早坂あずき」のコト、知ってください。 （2010年7月23日 - 30日、ワープエンタテインメント（無料配信）） ※2010年8月2日よりDMM.comにて正式配信